# Внутренняя метрика
Внутренняя метрика — метрика в пространстве, определяемая с помощью функционала длины, как инфимум длин всех путей (кривых), соединяющих данную пару точек. 

## Определения
Метрика {\displaystyle \rho } на пространстве {\displaystyle X} называется внутренней, если для любых двух точек {\displaystyle x,y\in X} расстояние между ними определяется формулой {\displaystyle \rho (x,y)=\inf\{L(\gamma )\},} где {\displaystyle L(\gamma )} обозначает длину пути {\displaystyle \gamma } и точная нижняя грань берётся по всем путям {\displaystyle \gamma }, соединяющим точки {\displaystyle x,y\in X}.

### Связанные определения
- Пусть {\displaystyle x,y\in X} — две произвольные точки метрического пространства {\displaystyle \rho ,X} и {\displaystyle \varepsilon } — произвольное положительное число. Точка {\displaystyle z_{\varepsilon }\in X} называется их {\displaystyle \varepsilon }-серединой, если {\displaystyle \rho (x,z_{\varepsilon }),\ \rho (y,z_{\varepsilon })<{\tfrac {1}{2}}\rho (x,y)+\varepsilon .}

- Метрическое пространство {\displaystyle (X,\rho )} называется геодезическим, если любые две точки {\displaystyle X} можно соединить кратчайшей.

## Свойства
- Если {\displaystyle (X,\rho )} — пространство с внутренней метрикой, то для любых двух точек {\displaystyle x,y\in X} и любого {\displaystyle \varepsilon >0} существует их {\displaystyle \varepsilon }-середина.
  - Лемма Менгера: В случае, когда метрическое пространство {\displaystyle (X,\rho )} полное, имеет место и обратное утверждение: если для любых двух точек {\displaystyle x,y\in X} и любого {\displaystyle \varepsilon >0} существует их {\displaystyle \varepsilon }-середина, то эта метрика внутренняя.
- Полное метрическое пространство {\displaystyle (X,\rho )} с внутренней метрикой обладает следующим свойством: для любых двух точек {\displaystyle x,y\in X} и {\displaystyle \varepsilon >0} найдётся кривая длины {\displaystyle <\rho (x,y)+\varepsilon ,} соединяющая точки {\displaystyle x} и {\displaystyle y}.
- В полном метрическом пространстве с внутренней метрикой длина кратчайшей совпадает с расстоянием между её концами.
- Теорема Хопфа — Ринова: Если {\displaystyle (X,\rho )} — локально компактное полное метрическое пространство с внутренней метрикой, то любые две точки {\displaystyle X} можно соединить кратчайшей. Более того, пространство {\displaystyle X} является ограниченно компактным (то есть все ограниченные замкнутые подмножества {\displaystyle X} являются компактными).
- Локально компактное пространство с внутренней метрикой является геодезическим.

## Примеры
- Риманово многообразие
- Субриманово многообразие
- Финслерова геометрия